# Ludwig von Burgsdorf
Ludwig von Burgsdorf (* vor 1466; † 1490) war Bischof von Lebus von 1486/87 bis 1490.

## Leben
Er stammte aus der Adelsfamilie Burgsdorff. Sein Vater war Siegmund von Burgsdorf auf Carzig bei Lebus, seine Brüder waren Arnold, später Bischof von Brandenburg, und Peter, später Vogt von Küstrin und Statthalter von Cölln bei Berlin. Eine Schwester gehörte zum Zisterzienserinnenkloster in Zehden.
Ludwig wurde 1466 die Anwartschaft auf eine Kanonikerstelle im Kollegiatstift in Soldin von Kurfürst Friedrich II. zugesichert. 
Er war Domherr in Lebus und wurde nach dem Tod von Liborius von Schlieben nach April 1486 zum neuen Bischof gewählt. Nachrichten über seine Amtszeit sind nicht erhalten. Nach dem 10. März 1490 starb er. Sein Leichnam soll im Fürstenwalder Dom bestattet worden sein.